# Sakib
Sakib (en árabe, ساكب) es una ciudad de Jordania, se encuentra en el norte del país, a una distancia de 8.6 km al oeste de la ciudad de Jerash.
Sakib se encuentra en la carretera que conecta a Jerash y Ajlun, esta próxima a las montañas que con vistas a la capital, Amán, así como la provincia de Jerash y la mayoría de pueblos de la provincia.
La cifra de población asciende a 11 586 habitantes.

## Galería de imágenes

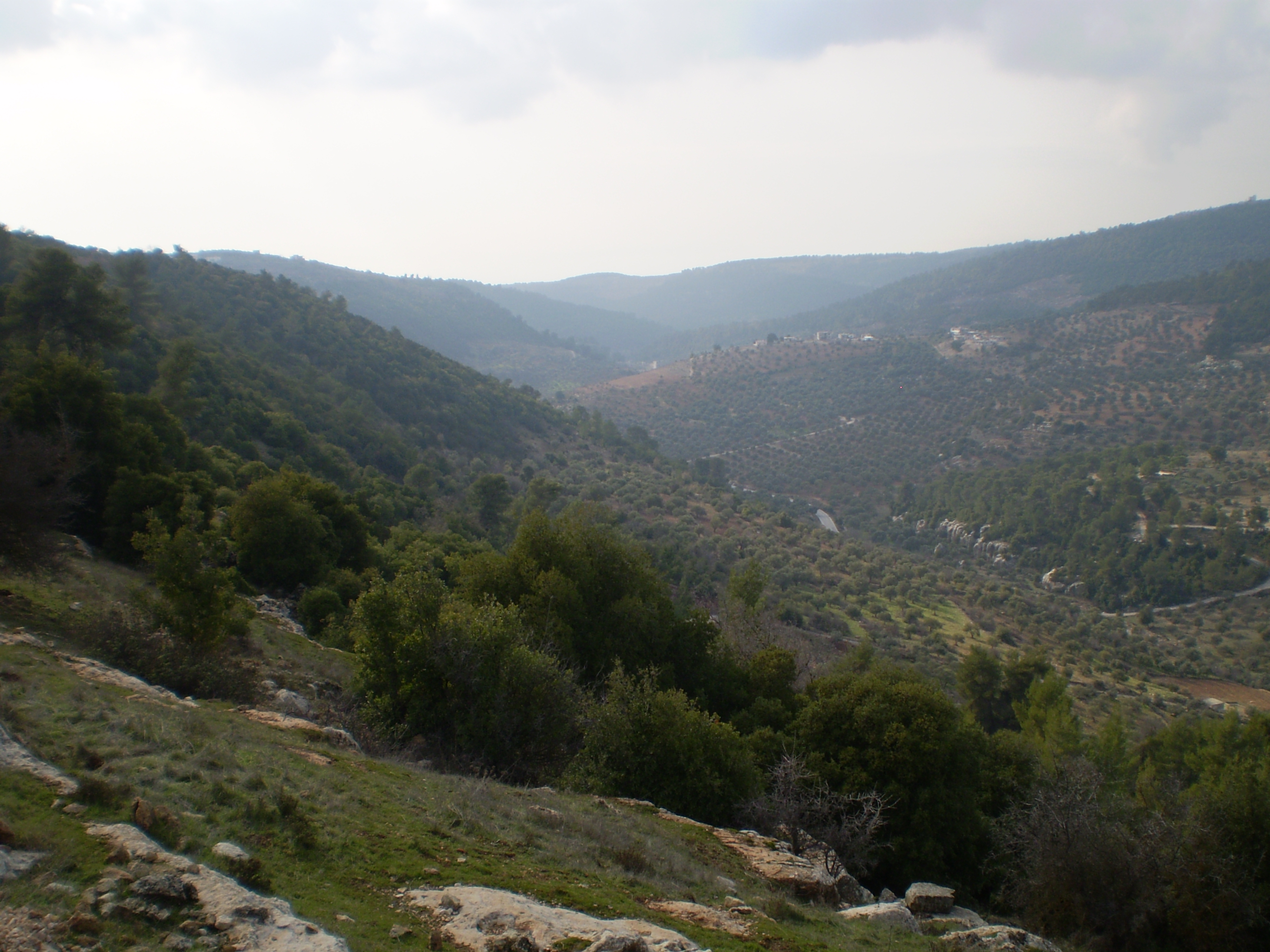
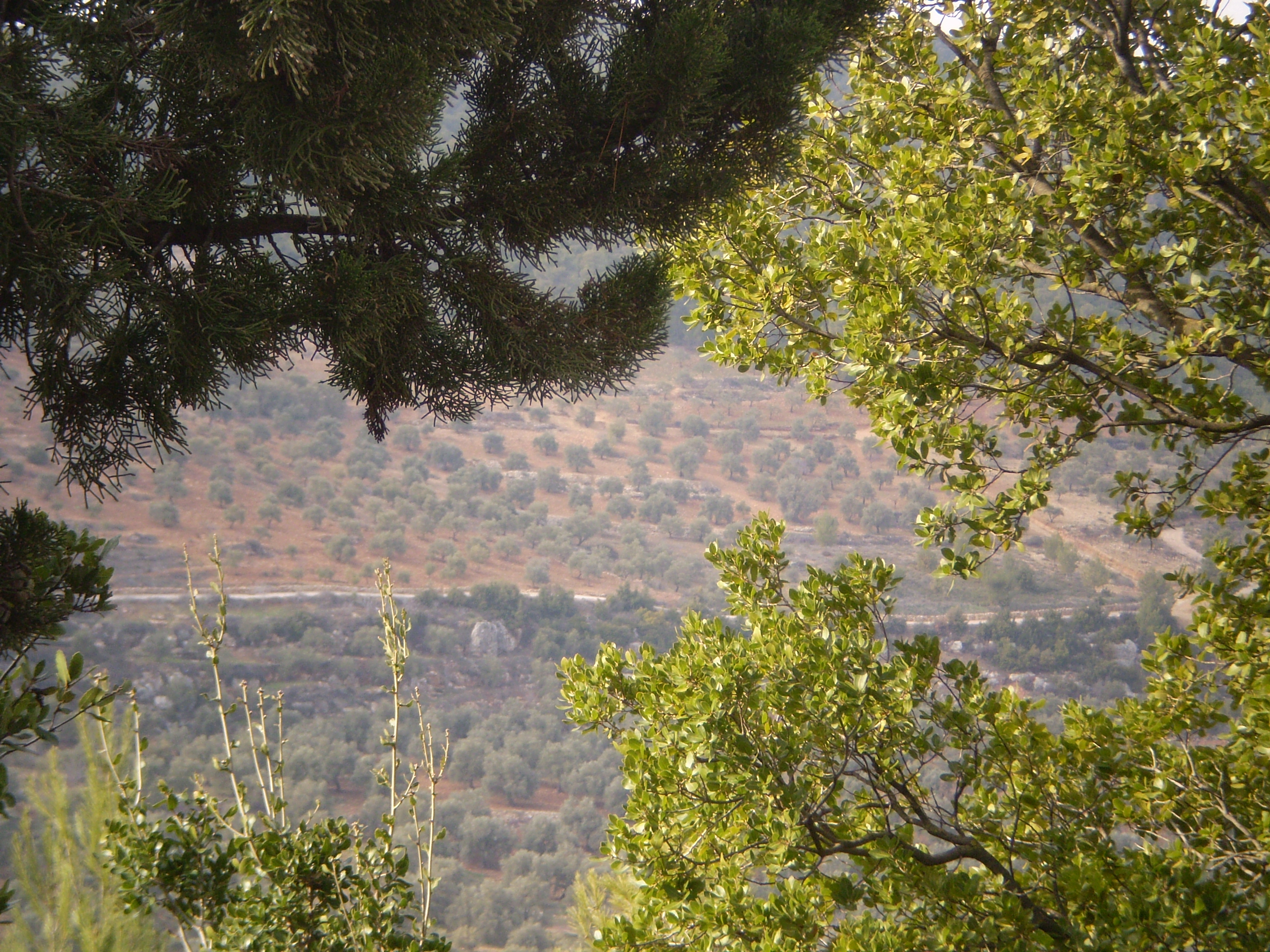
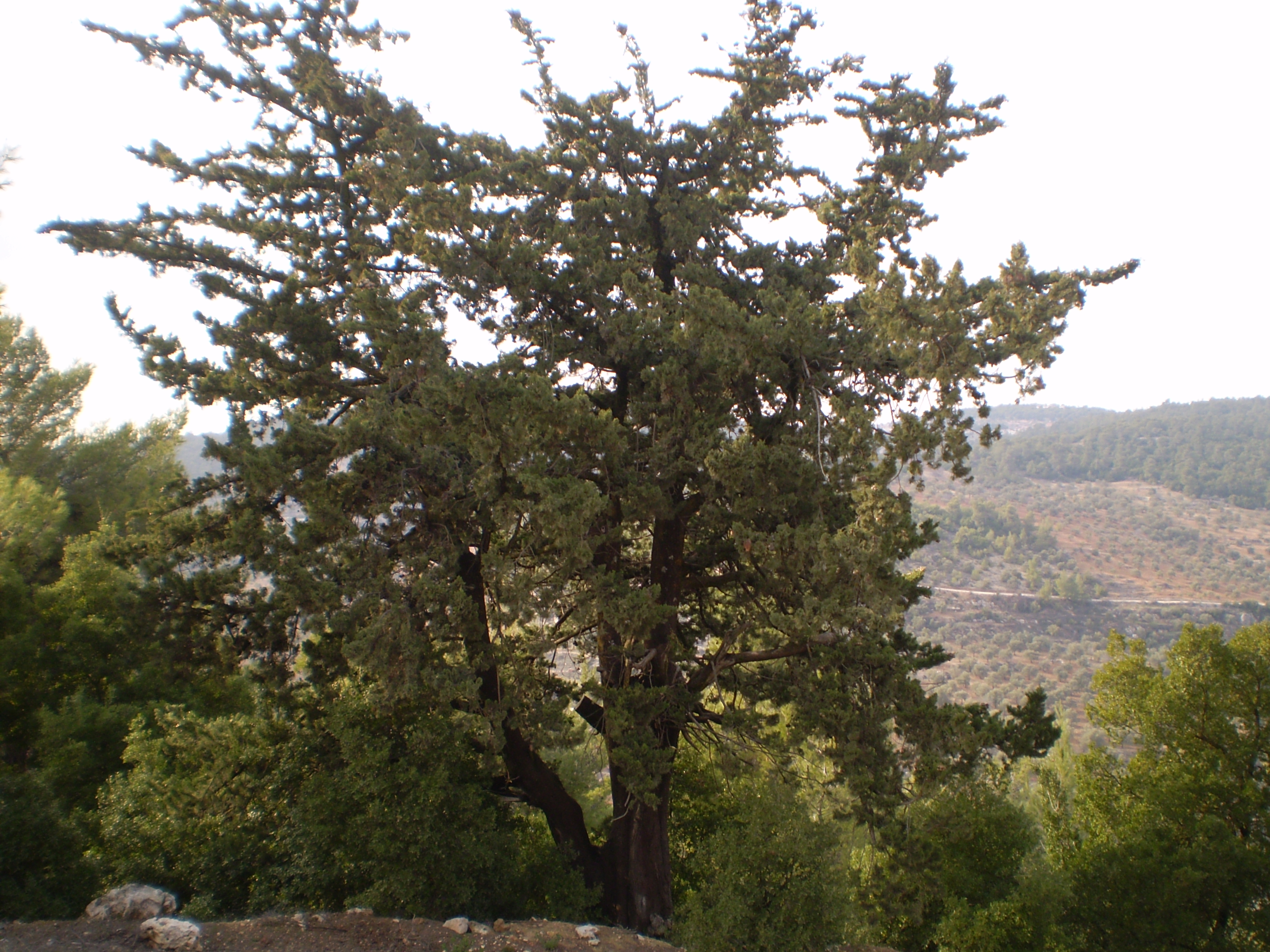